# Lunaria – Kaland a Holdon
A Lunaria – Kaland a Holdon (eredeti cím: Over the Moon) 2020-ben bemutatott amerikai–kínai 3D-s számítógépes animációs zenész filmvígjáték, amelyet Glen Keane rendezett. A forgatókönyvet Alice Wu, Audrey Wells és Jennifer Yee McDevitt írta. A producerei Gennie Rím és Peilin Chou. A film zeneszerzője Steven Price. A film gyártója a Netflix, a Pearl Stúdió, a Sony Pictures Imageworks és a Glen Keane Productions, forgalmazója a Netflix.
Amerikában és Magyarországon 2020. október 23-án mutatták be a Netflixen.

## Cselekmény
A film azzal kezdődik, hogy Fej-fej-nek elmesélik Csang-o holdistennő legendáját, aki egy bájitalt ivott a halhatatlanságért, aminek következtében istennővé vált és a szeretője, Hou-ji nélkül felemelkedett a Holdra. Az éves Holdfesztiválra való felkészülésként Fei Fei és családja holdtortákat készít a falu számára. Fej-fej édesanyja megbetegszik és lányának egy nyuszit ajándékoz. Fej-fej édesanyja elhuny.
4 évvel később Fej-fej egy tudós, aki még mindig segít családja boltjában, és még mindig hisz Csang-o-ban. Fej-fej meglátja az apját egy új nővel, Ms. Csunggal. Fei Fei találkozik Csung asszony fiával az energikus  Chinnal. Fej-fej dühös lesz, amikor megtudja, hogy Csung asszony és az apja eljegyezték egymást. Fej-fej az anyja emlékére énekel. Csang-o legendájára miatt úgy dönt rakétát épít, hogy bebizonyítsa Csang-o létezik. A nagysebességű vonat ihlette rakétát tervez, amely egy kínai papírlámpáshoz hasonlít nyúl alakjában, amely tűzijátékkal növeli sebességét. Rakétája működik, de rájön, hogy Chin a rakéta fedélzetén van, majd elkezdenek zuhanni. Hirtelen a rakétát egy misztikus energianyaláb ragadja el és a Holdra viszi. Szellemek árasztják el őket, akik megmentik és Lunariába viszik őket.

## Szereplők
| Szereplő | Eredeti hang      | Magyar hang           | Leírás                                                                         |
| --- | ----------------- | --------------------- | ------------------------------------------------------------------------------ |
| Fej-fej | Cathy Ang         | Rudolf Szonja         | 14 éves lány, aki anyja halála óta hisz Csang-o-ban.                           |
| Fej-fej | Cathy Ang         | Jenes Kitti (ének)    | 14 éves lány, aki anyja halála óta hisz Csang-o-ban.                           |
| Fej-fej gyerekként | Bryce Taylor Hall | Garamvölgyi Zoé       | 14 éves lány, aki anyja halála óta hisz Csang-o-ban.                           |
| Csin | Robert G Chiu     | Sándor Barnabás       | Csüng asszony 8 éves gyermeke.                                                 |
| Csang-o | Phillipa Soo      | Földes Eszter         | Holdistennő, aki arra vágyik, hogy ismét szerelmével, Hou-jivel legyen együtt. |
| Csang-o | Phillipa Soo      | Radics Gigi (ének)    | Holdistennő, aki arra vágyik, hogy ismét szerelmével, Hou-jivel legyen együtt. |
| Góbi | Ken Jeong         | Nagy Ervin            | Egykori királyi tanácsadó, akit 1000 évvel ezelőtt száműztek.                  |
| Góbi | Ken Jeong         | Veréb Tamás (ének)    | Egykori királyi tanácsadó, akit 1000 évvel ezelőtt száműztek.                  |
| Apa | John Cho          | Stohl András          | Fej-fej apja.                                                                  |
| Anya | Ruthie Ann Miles  | Balsai Móni           | Fej-fej anyja.                                                                 |
| Anya | Ruthie Ann Miles  | Mórocz Adrienn (ének) | Fej-fej anyja.                                                                 |
| Ling néni | Margaret Cho      | Kiss Erika            | Fej-fej nagynénje.                                                             |
| Gretch | Margaret Cho      | Kocsis Mariann        |                                                                                |
| Csung asszony | Sandra Oh         | Németh Kriszta        | Csin anyja.                                                                    |
| Mej néni | Kimiko Glenn      | Gyöngy Zsuzsa         | Fej-fej nagynénje.                                                             |
| Lulu | Kimiko Glenn      | Kisfalvi Krisztina    |                                                                                |
| Hou-ji | Conrad Ricamora   | Szabó Máté            | Kiváló íjász, Csang-o szerelme.                                                |
| Bácsi | Artt Butler       | Kőrösi András         | .                                                                              |
| Bill | Artt Butler       | Faragó András         |                                                                                |
| Nagymama | Irene Tsu         | Halász Aranka         |                                                                                |
| Nagypapa | Clem Cheung       | Papp János            |                                                                                |
| További magyar hangok |                   |                       |                                                                                |
| Bak Julianna, Bergendi Áron, Bor László, Bordás János, Csuha Lajos, Farkas Zita, Gáll Dávid, Gulás Fanni, Haffner Anikó, Kereki Anna, Koszi Janka, Kovács Lotti, Magyar Bálint, Mikita Dorka, Mohácsi Nóra, Nádorfi Krisztina, Németh Attila István, Pipó László, Sipos Viktória, Szabó Endre, Szemenyei János, Szentirmai Zsolt, Varga Lili, Veres Mónika |                   |                       |                                                                                |

## Gyártás
2017. szeptember 26-án a Pearl Studio felbérelte Audrey Wells-t, hogy írja meg a Lunaria – Kaland a Holdon forgatókönyvet, amely a klasszikus kínai mítoszról szól. 2018. február 6-án a Netflix megszerezte a film terjesztési jogait, és Glen Keane-t film rendezésére. 2018-ban Audrey Wells  meghalt. A filmet Audrey Wells emlékére dedikálták.
Lunaria városát a Pink Floyd The Dark Side of the Moon című albumának borítója és Joan Miró festményei ihlették.
Az animációt a Sony Pictures Imageworks csinálta.
Steven Price megerősíti, hogy ő film zeneszerzője.
A stábot 2020 júniusában jelentették be.